# Затулін Костянтин Федорович
Костянти́н Фе́дорович Зату́лін (рос. Константин Фёдорович Затулин; нар. 7 вересня 1958, Батумі, Грузинська РСР, СРСР) — російський політик, директор Інституту країн СНД, депутат Державної думи Росії від партії Єдина Росія.
Одна з ключових постатей, що відповідальна за створення сепаратистських рухів на пострадянському просторі,[⇨] і, зокрема у підготовці російсько-української війни.[⇨]

## Біографія
Народився 7 вересня 1958 р. в Батумі, в родині начальника штабу Туркменського прикордонного округу Федора Івановича Затуліна та Віри Іванівни Затуліної (Федорової). Його батько походив з родини донських козаків, в 20-ті роки служив у Червоній Армії, дослужився до полковника НКВС, пізніше КДБ. Після служби в спецорганах служив у міській адміністрації в місті Сочі, де й помер у 1981 р. Мати була довгий час паралізована після інсульту, померла в 1978 р. Костянтин був у родині наймолодшим — старший брат і сестра померли в дитинстві.
У 1975 р. після закінчення школи Затулін спробував вступити до Московського інституту міжнародних відносин, однак не вступив. Також невдалою була спроба вступити на історичний факультет Московського університету у 1976 р., не набрав достатньої кількості балів і був зарахований на заочне відділення. На другому курсі перевівся на денне відділення, вчився на кафедрі історії КПРС. Уже на другому курсі намагався вступити в партію, однак не був прийнятий і сконцентрувався на комсомольській роботі — був секретарем комітету комсомолу, оперативного комсомольського загону. У 1981 р. закінчив університет з червоним дипломом і продовжив навчання в аспірантурі. Темою дисертації було «партійне керівництво промисловістю у 1965—1980 рр.», яку захистив після кількох спроб тільки через шість років у 1987 р.

## Політична діяльність
У 1984 р. вступив до лав КПРС, у 1987 р. перейшов на роботу в ЦК ВЛКСМ, працював помічником секретаря ЦК ВЛКСМ до 1990 р. У січні 1989 р. став виконавчим директором новоствореної «Асоціації молодих керівників підприємств СРСР». Пізніше ця асоціація була реорганізована у Російський союз промисловців та підприємців. В тому ж 1989 р. почав співпрацювати з Московським об'єднанням виборців. У 1990 р. двічі невдало балотувався до міськради м. Москви, вибори та перевибори були визнані недійсними. У тому ж році в рамках асоціації підприємців був організатором Московської товарної біржі, де був обраний членом біржового комітету. У 1991 р. був одним з організаторів Міжрегіонального біржового союзу, став членом Ради з підприємництва при Президенті Росії та при мері Москви. Був ініціатором створення Ради підприємців при мері та уряді м. Москви. У 1992 р. був причетний до афери навколо лотереї «Москва і москвичі», в результаті якої були ошукані тисячі мешканців столиці Росії. В тому ж 1992 р. був одним з ініціаторів заснування та одним з директорів Міжнародного банку торгової співпраці (МБТС).
У 1993 р. Затулін був обраний депутатом Державної думи Росії від Партії російської єдності і згоди (ПРЕС), головував в комітеті думи по СНД та зв'язках із співвітчизниками, парламентській комісії по Чорноморському флоту. В квітні 1996 р. заснував Інститут країн СНД — співзасновниками виступила низка федеральних державних відомств, мерія м. Москви. У 1997 р. був призначений помічником мера Москви Юрія Лужкова, а через рік у 1998 р. вступив до руху «Держава», який далі за його ініціативи приєднався до руху Лужкова «Отєчєство». На з'їзді руху Затуліна було обрано членом центральної ради. На виборах у Держдуму 1999 року обраний не був, на наступних виборах у 2003 балотувався від руху «Єдина Росія». Отримавши 44,6 % голосів був обраний депутатом, працював в комітеті зі справ СНД та зв'язках зі співвітчизниками, був членом ради з зовнішньої та оборонної політики. На наступних виборах 2 грудня 2007 був знову обраний депутатом Держдуми від «Єдиної Росії», а з січня 2008 р. був першим заступником думського комітету зі справ СНД та зв'язків із співвітчизниками.

## Діяльність на пострадянському просторі
У 2018 році Затулін курував низку питань із невизнаними Абхазією та Південною Осетією, окупованими Росією регіонами Грузії. Обговорювалися питання визнання документів, фінансування, просування Росією міжнародного визнання цих утворень, зокрема серед країн Латинської Америки.

## Діяльність в Україні
Висловлювання та дії Затуліна на території України піддавалися критиці різними політиками, зокрема його звинувачували в українофобії.
З середини 90-х сприяв рухам сепаратизму на Донбасі, в чому допомагав російському політику Юрію Лужкову.
СБУ тричі оголошувало Затуліна персоною нон ґрата в Україні.
- У 1996 р. у зв'язку з висловлюваннями спрямованими на відторгнення Криму та втручанням у внутрішні справи України Костянтину Затуліну заборонили відвідувати Крим.[7]
- 5 червня 2006 р. Костянтин Затулін був проголошений персоною нон ґрата в цілях забезпечення національної безпеки України, у зв'язку з розпалюванням національної ворожнечі та діями, які ставлять під загрозу територіальну цілісність України. Заборона в'їзду до України протягом двох років була викликана участю Затуліна в акціях протесту в Криму під час навчань НАТО Сі Бриз 2006. Разом із Затуліним персоною нон ґрата також був визнаний працівник інституту країн СНД Кирило Фролов.[8]
- 25 липня 2008 р. Костянтин Затулін був затриманий в аеропорту Сімферополя, коли йому втретє заборонили в'їзд до України протягом одного року. За повідомленням СБУ це рішення було прийняте у зв'язку з порушенням кримінальної справи за статтями 14 та 294 Кримінального кодексу (підготовка масових заворушень під час візиту Константинопольського патріарха до України). Разом із Затуліним персоною нон ґрата був також оголошений керівник відділу Інституту країн СНД Кирило Фролов. У травні 2008 р. СБУ офіційно повідомило Затуліна листом про небажаність недоброзичливих висловлювань у бік України і про наслідки таких дій.[9]

У березні 2014 року виступав на мітингах в Криму під час російського вторгнення в Крим. Здійснював координацію угруповань під час російських заворушень навесні 2014 року в Україні. Доповідав Сергію Глазьєву про два регіони, де для виступів все готово — Одесу та Харків, а також організації, які мають діяти — «Одеська дружина» та «Оплот» відповідно.
У 2020 році Затулін став радником Дмитра Козака з питань окупованих українських територій після відставки Владислава Суркова.

## Санкції
23 травня 2010 року Костянтин Затулін брав участь як спостерігач на парламентських виборах невизнаної Нагірно-Карабахської Республіки, за що його занесло МЗС Азербайджанської Республіки до списку персон нон ґрата за порушення «Закону про державний кордон» Азербайджанської Республіки, що вважає контрольовані НКР території «окупованими територіями Азербайджану».
25 лютого 2022 року, на тлі вторгнення Росії в Україну, занесений до списку санкцій країн Євросоюзу у відповідь на рішення Росії визнати території Донецької та Луганської областей України і на рішення про відправку туди російських військ. В той же день доданий до санкційного списку Австралії.
11 березня 2022 року Костянтин Затулін внесений до санкційного списку Великої Британії «за визнання незалежності двох сепаратистських регіонів в Україні».
7 вересня 2022 року Костянтин Затулін потрапив під санкції України за «підтримку незаконних спроб Росії анексувати суверенну українську територію шляхом проведення фіктивних референдумів».
30 вересня 2022 року внесений до списку санкцій США у відповідь на «фіктивні референдуми» і «анексію територій України російськими окупаційними силами». Державний департамент зазначає, що депутати одноголосно ухвалили закон про фейки, а деякі депутати зіграли ключову роль у поширенні російської дезінформації про війну.
Наприкінці жовтня 2022 року разом із главою RT Маргаритою Симоньян отримав заборону на в'їзд до Вірменії. Цей крок був пояснений публічними висловлюваннями Затуліна на адресу країни останнім часом, які, за даними влади, завдавали шкоди розвитку дружніх і союзницьких відносин між двома державами.
23 лютого 2023 року занесений до санкційного списку Канади «соратників режиму», оскільки він «голосував за законодавство, пов'язане з вторгненням і спробою анексії чотирьох регіонів України».
28 лютого 2022 року Затулін був доданий до санкційного списку Швейцарії.

## Сім'я
Одружений (з 1979 року). Дружина — Затуліна (Козіціна) Дарья Константиновна, однокурсниця з історичного факультету МДУ, наразі не працює.
Дочка Даша, народилася 1986 року, закінчила 2007 року Факультет журналістики МДІМВ.